# Maria Magdalena Postel

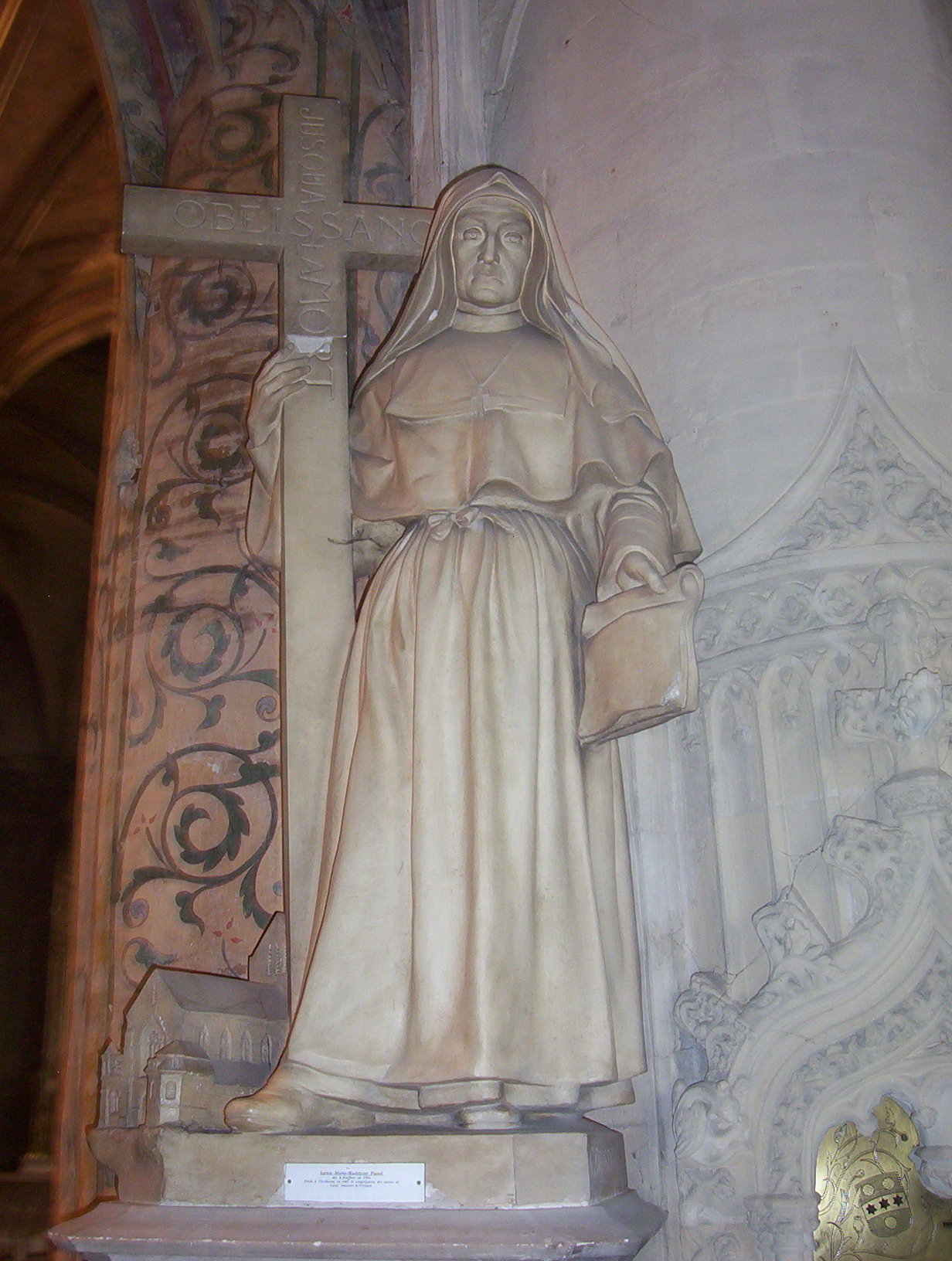
Figura św. Marii Magdaleny Postel, bazylika Świętej Trójcy w Cherbourgu

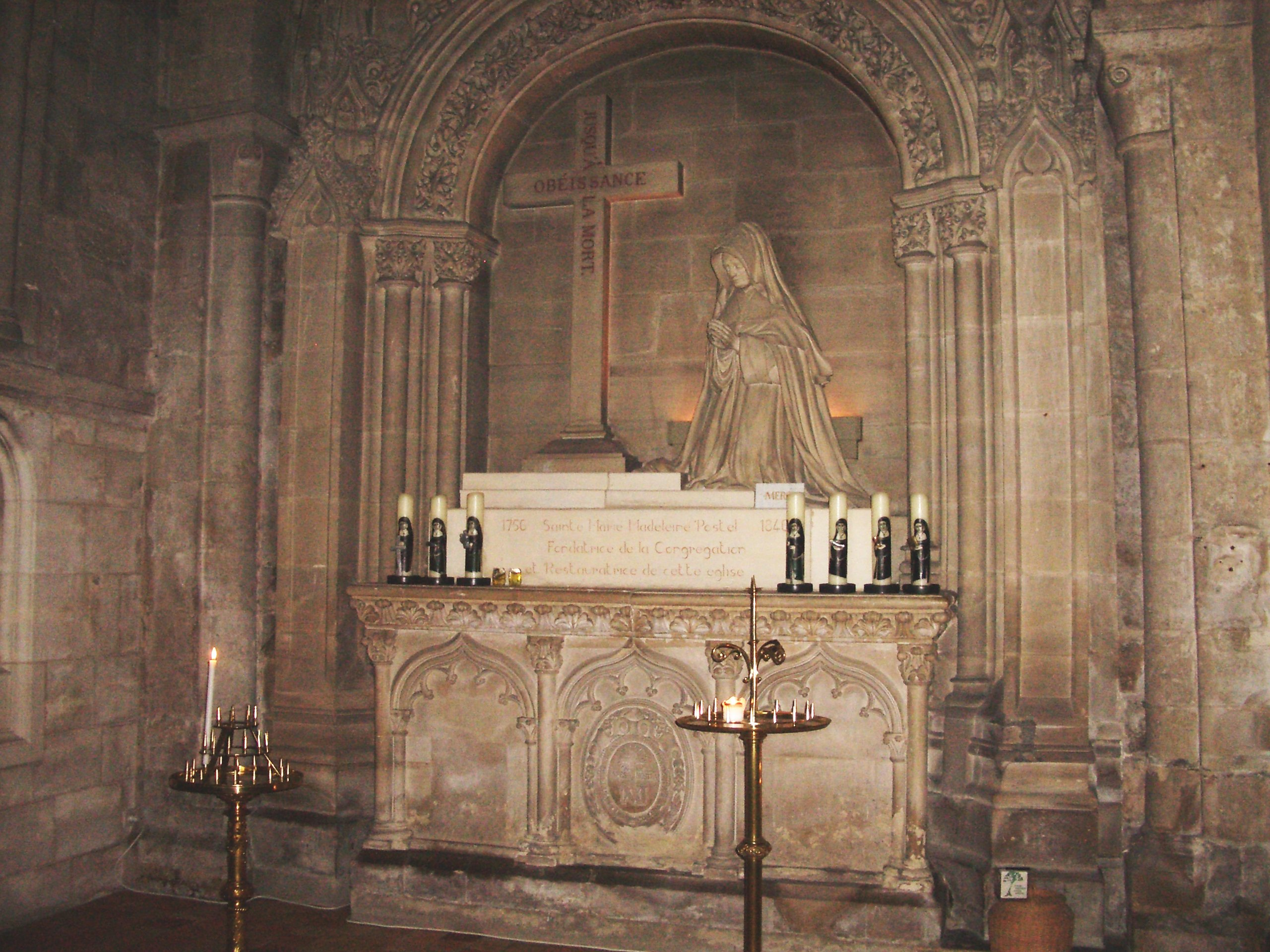
Grobowiec św. Marii Magdaleny Postel, Saint-Sauveur-le-Vicomte.

Maria Magdalena Postel OFS, właśc. fr. Julie Françoise Catherine Postel (ur. 28 listopada 1756 w Barfleur we Francji, zm. 16 lipca 1846 w Saint-Sauveur-le-Vicomte we Francji) – francuska zakonnica, tercjarka franciszkańska, założycielka Zgromadzenia Ubogich Córek Miłosierdzia, święta Kościoła katolickiego.

## Życiorys
Julia Postel urodziła się we francuskiej rodzinie, jako najstarsze z siedmiorga dzieci Jana Postela i Teresy Levallois. Nauki pobierała w opactwie benedyktynek w Valognes.
W wieku 18 lat w swojej rodzinnej miejscowości założyła szkołę dla ubogich dziewcząt. Podczas rewolucji francuskiej jej szkoła została zamknięta. W tym czasie Julia Postel ukrywała ściganych przez władze rewolucyjne księży, przechowywała szaty i księgi liturgiczne, a ponadto otrzymała od biskupa pozwolenie na przechowywanie w domu Najświętszego Sakramentu. Uczestniczyła w organizowaniu potajemnych mszy świętych i kształceniu katechetów.
13 lutego 1798 roku złożyła śluby zakonne, jako tercjarka franciszkańska. Po ustabilizowaniu się sytuacji we Francji założyła razem z dwiema znajomymi w szkołę w Cherbourgu. W latach 1806–07 złożyły one śluby, co zapoczątkowało nowe Zgromadzenie Ubogich Córek Miłosierdzia. Julia Postel w zakonie przyjęła imiona Maria Magdalena. Nowe zgromadzenie opierało się na metodach nauczania Braci Szkolnych, zajmowało się kształceniem dziewcząt oraz opieką nad chorymi i starszymi.
Maria Magdalena zmarła w wieku 90 lat w opactwie Saint-Sauveur-le-Vicomte, gdzie dotąd znajdują się jej relikwie.
Obecnie zgromadzenie zakonne założone przez Marię Magdalenę Postel nosi nazwę Sióstr św. Marii Magdaleny Postel.

## Kult
Jest patronką dziewcząt, osób chorych i starszych.
Dniem jej wspomnienia liturgicznego jest 16 lipca.
W ikonografii przedstawiana jest w habicie zakonnym. Jej atrybutami są: krzyż, lilia, księga.
Została beatyfikowana przez Piusa X 17 maja 1908, a kanonizowana przez Piusa XI 24 maja 1925 roku.